# 田原市立清田小学校
田原市立清田小学校（たはらしりつ きよたしょうがっこう）は、愛知県田原市古田町にある公立小学校。

## 沿革
- 1873年（明治6年）1月 - 古田村に古田学校が開校する。真如寺[注釈 1]を仮校舎とする。
- 1887年（明治20年） - 尋常小学古田学校となる。亀山学校を統合し、亀山分教場を設置する。
- 1888年（明治21年） - 亀山分教場が簡易小学亀山学校として独立する。
- 1889年（明治22年）10月1日 - 高木村、山田村、古田村が合併し、清田村が発足。
- 1901年（明治34年） - 清田尋常小学校に改称する。
- 1906年（明治39年）7月16日 - 福江町、清田村、中山村が合併し、福江町が発足。
- 1941年（昭和16年）4月1日 - 清田国民学校に改称する。
- 1947年（昭和22年）4月1日 - 福江町立清田小学校に改称する。
- 1955年（昭和30年）4月15日 - 福江町、伊良湖岬村、泉村が合併し、渥美町が発足。同時に渥美町立清田小学校に改称する。
- 2005年（平成17年）10月1日 - 渥美町が田原市に編入される。同時に田原市立清田小学校に改称する。

## 通学区域
- 田原市[1]
  - 折立町、古田町 （鐘鋳下）の一部、高木町、山田町

## 進学先中学校
- 公立学校は、田原市立福江中学校[1]

## 交通
- 豊鉄バス伊良湖本線「折立」バス停より徒歩約5分。

## 周辺施設
- 愛知県立福江高等学校
- 田原市立福江小学校
- 渥美郵便局
- レイ渥美ショッピングセンター
- 田原市渥美郷土資料館（田原市博物館分館）